# Réserve naturelle de Chikakhokhcki
La réserve naturelle de Chikakhokhcki (arménien : Շիկահողի արգելոց ; russe : Шикахохский заповедник) (appelée aussi Chikakhogski et Chikaogski) est une réserve naturelle du marz de Syunik, le plus méridional d'Arménie, sur le bassin de la rivière de Tsav et de Chikakhog et sur la pente nord de la chaîne de Meghri à une altitude de 700 m à 2 400 m. Elle a été créée en 1958 et occupe une superficie de 10 000 ha. Elle se situe à peu de distance de la réserve de Tsavski en république d'Artsakh.
La protection porte particulièrement sur les végétaux et animaux des forêts vierges comme : le chêne, le charme, qui poussent à un altitude de 1 000 mètres à 2 000 mètres. Et aussi sur les petits bois d'ifs (Taxus) et d'hêtres d'Orient (Fagus orientalis).
Vers 2 400 mètres à 2 600 mètres se développent des groupes mixtes de noisetiers, bouleaux, sorbus et genévriers, et plus haut c'est l'altitude appelée étage subalpin où se retrouvent davantage de conifères.

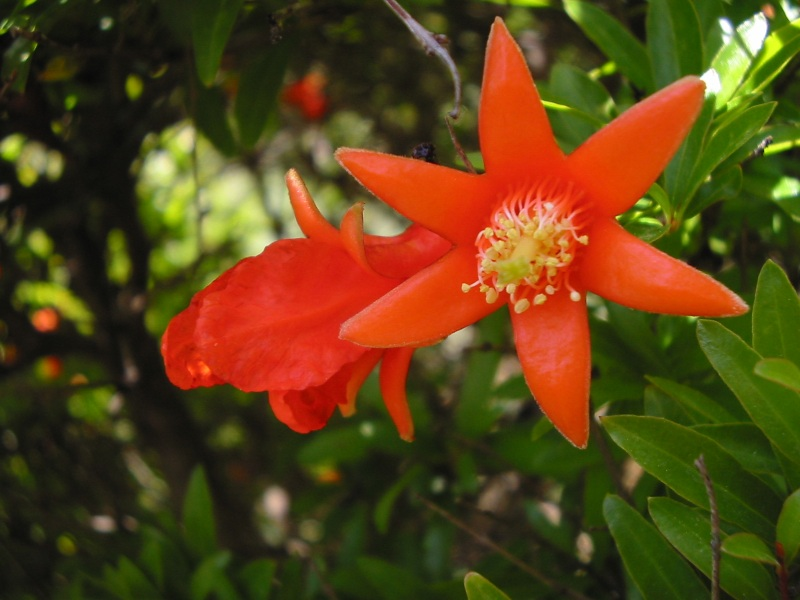
fleur du grenadier commun

Dans la forêt claire, dans laquelle passent les rayons du soleil, poussent le paliurus spina-christi, le micocoulier, le grenadier commun, l'érable.
On y trouve aussi de l'hedera (lierre), du diospyros, du platane, du noyer commun, du periploca et parfois du châtaignier et du zelkova. Également des fleurs de différentes espèces d'orchidées, d'iris, de pavots, de colchiques.
Des espèces rares sont également présentes : des espèces reliques telles que des espèces de fougères ; des Ophioglossaceaes (Ophioglossum vulgatum), des Pteridiums, Pteridium tauricum, et une grande quantité d'espèces endémiques comme le Galanthus (Galanthus transcaucasicus), la Tulipa confusa, le Pyrus zangezura, différentes orchidées, le Symphyandra zangezura, l'Hypericum eleonorae, les Centaurea tchihatcheffii et d'autres encore.

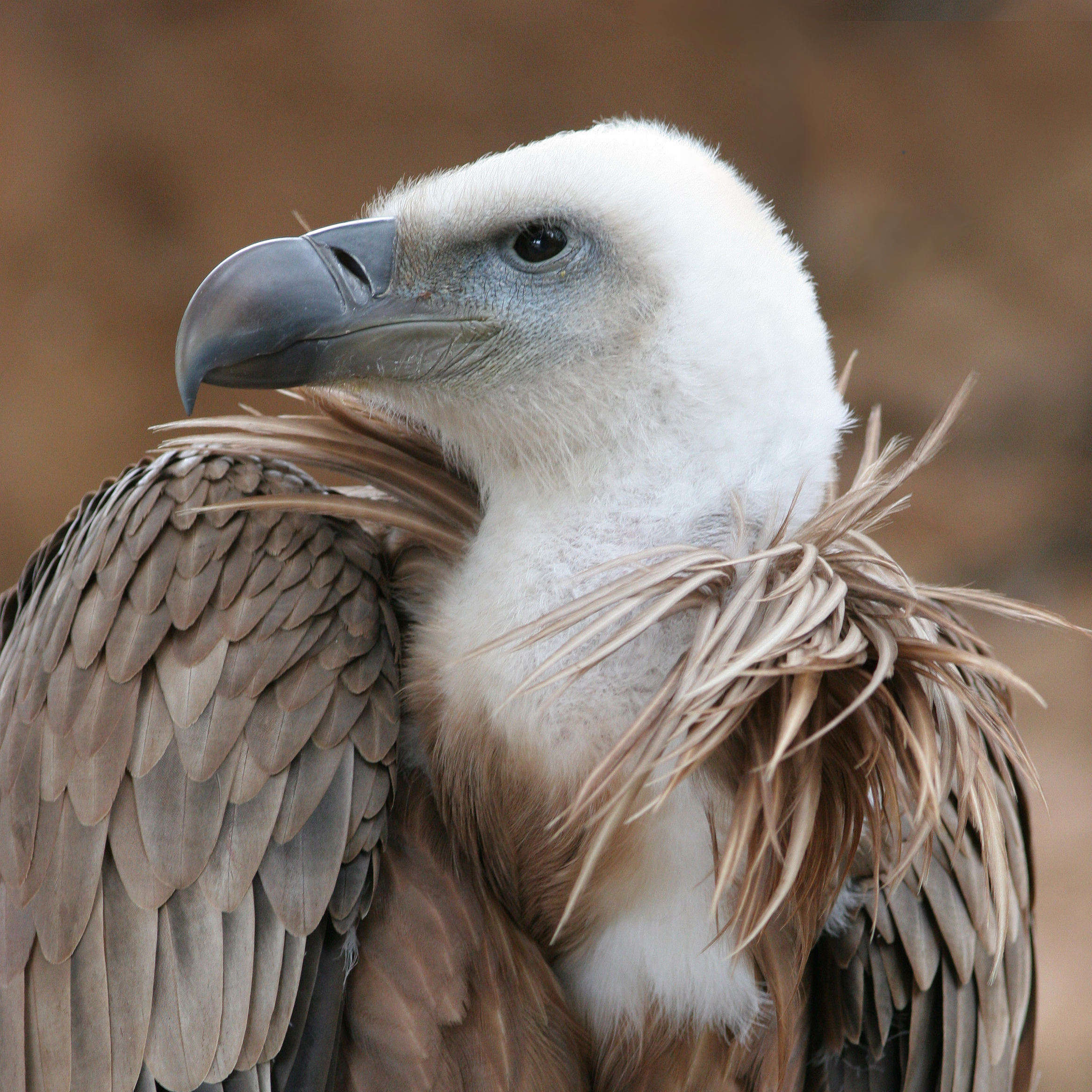
Vautour fauve

Au total, 18 espèces de plantes de la liste rouge de l'UICN (de l'ancienne URSS) et 80 espèces du Livre rouge de l'Arménie se retrouvent dans la réserve.
L'enregistrement complet de la faune de la réserve n'est pas achevé. Parmi les chauves-souris, on trouve le petit rhinolophe et d'autres espèces. Parmi les oiseaux enregistrés dans le Livre rouge de l'Arménie, on trouve la dinde caspienne, le Gypaète barbu, le vautour moine, le vautour fauve. Parmi les reptiles se retrouvent l'orvet des Balkans (Pseudopus apodus), la vipère lébétine (Macrovipera lebetina) et le natrix. Parmi les mammifères est signalée la présence du blaireau européen, du lièvre, de la marte, du chat sauvage (Felis silvestris), du mouflon arménien et du chamois,.